# Busby, Montana
Busby är en ort i Big Horn County i delstaten Montana, USA.